# Polyrhabdoplana
Polyrhabdoplana är ett släkte av plattmaskar. Polyrhabdoplana ingår i familjen Otoplanidae.
Kladogram enligt Catalogue of Life:
| Polyrhabdoplana | \| \| Polyrhabdoplana perforata \| \| \| \| \| \| Polyrhabdoplana posttestis \| \| \| \| |
|                 | \| \| Polyrhabdoplana perforata \| \| \| \| \| \| Polyrhabdoplana posttestis \| \| \| \| |
|                 | Polyrhabdoplana perforata                                                                |
|                 |                                                                                          |
|                 | Polyrhabdoplana posttestis                                                               |
|                 |                                                                                          |